# Кубок Суперліги Китаю з футболу 2005
Кубок Суперліги Китаю 2005 — 2-й розіграш, у якому брали участь команди Китайської Суперліги. Змагання проводилося за системою плей-оф, де і визначили переможця. Перший титул здобув Ухань Хуанхелоу.

## Календар
| Раунд        | Дата                    | Матчі | Клуби  |
| ------------ | ----------------------- | ----- | ------ |
| Перший раунд | 17-19/28-29 травня 2005 | 12    | 14 → 8 |
| 1/4 фіналу   | 5/12 червня 2005        | 8     | 8 → 4  |
| 1/2 фіналу   | 8/16 жовтня 2005        | 4     | 4 → 2  |
| Фінал        | 12/19 листопада 2005    | 2     | 2 → 1  |

## Перший раунд
| Команда 1         | Заг.         | Команда 2          | 1-й матч | 2-й матч |
| ----------------- | ------------ | ------------------ | -------- | -------- |
| 17/29 травня 2005 |              |                    |          |          |
| Ціндао Чжуннен    | 4:4 (ч)      | Далянь Шиде        | 0:1      | 4:3      |
| 18/28 травня 2005 |              |                    |          |          |
| Бейцзін Хьюндай   | 3:3 (ч)      | Інтер Шанхай       | 1:0      | 1:2      |
| 18/29 травня 2005 |              |                    |          |          |
| Чунцін Ліфань     | 8:4          | Сичуань Ферст Сіті | 5:1      | 3:3      |
| Шеньян Цзіньде    | 1:3          | Ляонін             | 1:3      | 0:0      |
| Ухань Хуанхелоу   | 1:1 пен. 6:5 | Тяньцзінь Теда     | 1:0      | 0:1 дч   |
| 19/29 травня 2005 |              |                    |          |          |
| Шанхай Зобон      | 2:7          | Шанхай Шеньхуа СВА | 1:4      | 1:3      |

## 1/4 фіналу
| Команда 1        | Заг. | Команда 2             | 1-й матч | 2-й матч |
| ---------------- | ---- | --------------------- | -------- | -------- |
| 5/12 червня 2005 |      |                       |          |          |
| Бейцзін Хьюндай  | 4:5  | Шаньдун Лунен Тайшань | 2:2      | 2:3      |
| Чунцін Ліфань    | 1:4  | Шанхай Шеньхуа СВА    | 0:2      | 1:2      |
| Ляонін           | 3:7  | Шеньчжень Цзяньлібао  | 1:4      | 2:3      |
| Ціндао Чжуннен   | 4:5  | Ухань Хуанхелоу       | 4:1      | 0:4      |

## 1/2 фіналу
| Команда 1          | Заг.         | Команда 2             | 1-й матч | 2-й матч |
| ------------------ | ------------ | --------------------- | -------- | -------- |
| 8/16 жовтня 2005   |              |                       |          |          |
| Ухань Хуанхелоу    | 1:1 пен. 4:3 | Шаньдун Лунен Тайшань | 0:1      | 1:0 дч   |
| Шанхай Шеньхуа СВА | 2:3          | Шеньчжень Цзяньлібао  | 0:1      | 2:2      |

## Фінал
| Команда 1            | Заг. | Команда 2       | 1-й матч | 2-й матч |
| -------------------- | ---- | --------------- | -------- | -------- |
| 12/19 листопада 2005 |      |                 |          |          |
| Шеньчжень Цзяньлібао | 1:3  | Ухань Хуанхелоу | 1:1      | 0:2      |

### Перший матч
| 12 листопада 2005 |

| Шеньчжень Цзяньлібао | 1:1      | Ухань Хуанхелоу |
| -------------------- | -------- | --------------- |
| Чжан Юнхай 40'       | Протокол | Цай Сі 50'      |

| Шеньчжень Стедіум, Шеньчжень |

### Повторний матч
| 19 листопада 2005 |

| Ухань Хуанхелоу           | 2:0      | Шеньчжень Цзяньлібао |
| ------------------------- | -------- | -------------------- |
| Гілсіньйо 67' Вісенте 69' | Протокол |                      |

| Спортивний центр, Ухань |